# Pixar Image Computer
La Pixar Image Computer (Ordenador de Imagen de Pixar) es una computadora de diseño gráfico originalmente desarrollada por Pixar, en ese entonces la división de computación de Lucasfilm.
Dirigida al comercio y a mercados de visualización de fines científicos, así como medicina, geofísica y meteorología, la máquina original estuvo adelantada para su tiempo pero no vendió grandes cantidades.

## Historia

### Creación
Cuándo George Lucas reclutó personas de NYIT en 1979 para empezar la Computer Division (División de Ordenador), el grupo se creó con el fin de desarrollar una impresión óptica digital, audio digital, edición digital no-lineal y gráficos de ordenador. En lo que a gráficos de ordenador concierne, la calidad era insuficiente debido a las limitaciones tecnológicas de la época. El equipo entonces se decidió,  para solucionar el problema, por empezar un proyecto de hardware, construyendo lo qué  llamarían el Pixar Image Computer, una máquina con un poder más computacional que era capaz de producir imágenes con una resolución más alta.

### Disponibilidad
Aproximadamente tres meses después de la adquisición por Steve Jobs el 3 de febrero de 1986, el ordenador devenía comercialmente disponible por primera vez, y estuvo apuntado en mercados comerciales y de visualización con fines científicos, así como medicina, geofísica y meteorología. La máquina fue vendida por $135,000, pero también requirió de $35,000 de puestos de trabajo de Sun Microsystems o de los Silicon Graphics (en total, el equivalente a $371,000 en 2016). La máquina original estaba muy avanzada para su tiempo y generó muchas ventas individuales para laboratorios e investigación. Aun así, el sistema no vendió muchas unidades.
En 1987, Pixar rediseñó la máquina para crear el P-II, la máquina de segunda generación, la cual se vendió por $30,000. En un intento de hacerse un hueco en el mercado médico, Pixar donó diez máquinas a los hospitales principales y envió personas de marketing a convenciones doctorales. Aun así, esto tuvo poco efecto en ventas, a pesar de la capacidad de la máquina de emitir datos de escáner del TAC en 3D para mostrar imágenes perfectas del cuerpo humano. Pixar consiguió un contrato con el fabricante de Escáneres de TAC, en el cual vendió 30 máquinas. Hasta 1988 Pixar solamente había vendido 120 Pixar Image Computers.
En 1988, Pixar empezó el desarrollo del PII-9, una nueva versión de coste bajo del P-II. Esta máquina estaba acoplada a un temprano modelo de RAID, una tarjeta de descompresión de imagen de hardware, 4 procesadores (llamados Chaps o procesadores de canal), tarjetas de memoria de gran capacidad, tarjetas de vídeo de resoluciones altas con DACs de 10 bits, el cual era programable para una variedad de índices de marco y resoluciones, y finalmente un tablero de superposición y 9 chasis de ranura. Un sistema completo era bastante caro, ya que solamente el 3 GiB RAID costaba $300,000. En esos tiempos la mayoría de sistemas de archivo contenían 2 GiB de disco. 
Este sistema estaba dirigido a aplicaciones de imágenes de gama alta del gobierno, que eran realizadas por sistemas producidos por la industria aeroespacial, que costaban un millón de dólares por unidad. El PII-9 y el software asociado devenía el prototipo de la generación próxima comercial de coste bajo.

### Defunción y legado
En 1990, Pixar definía el moderno procesamiento de imagen comercial, aun así el gobierno decidió que el coste por unidad era todavía demasiado alto para su despliegue en masa, y decidió esperar a los sistemas futuros para conseguir reducciones de coste. Esta decisión fue el catalizador que hizo a Pixar despedir a sus ingenieros de hardware y vender la imagen de negocio. No había compradores de volumen alto en ninguna industria. Menos de 300 Ordenadores de Imagen de Pixar fueron vendidos en toda su historia. El negocio de ordenadores de Imagen de Pixar fue vendido a Vicom Systems en 1990 por $2,000,000. 
Muchas de las lecciones aprendidas del Pixar Image Computer se llevaron a cabo en las pautas del programa de la Estación de Trabajo de Bajo Coste (LCWS) y en la Estación de Trabajo Comercial del Analista (CAWS) a principios y mediados de los años 90. El despliegue masivo del gobierno que impulsó el desarrollo del PII-9 se produjo a finales de los años 90, en un programa llamado Capacidad Integrada de Explotación (IEC).

## Diseño
El P-II podría tener dos Procesadores de Canal, o Chaps. El chasis podía aguantar 4 tarjetas. Otro modelo, el PII-9, podría aguantar 9 tarjetas (4 Chaps, 2 procesadores de vídeo, 2 Tarjetas de Memoria de Pantalla (OSM), y un tablero de superposición. Las extensiones añadidas siervieron para controlar la itinerancia de tuberías de imagen, la comparación de imagen, y un visionado de imagen en estéreo. 
El PII-9 era el motor de generación de imágenes para un host UNIX. Este disponía de una arquitectura SIMD, que era buena para aplicaciones de imágenes y video. Procesaba cuatro canales de imagen en paralelo, uno para rojo, uno para verde, uno para azul, y uno para el canal de alfa (cuyos inventores tienen conexiones con Pixar).
Proceso de imágenes de 12 bits por canal de color (o 48 bits por píxel). Los datos de 12 bits representaban un inusual formato de punto fijo que variaba de -1.5 a 2.5 utilizando 2 bits para la porción entera. El rango de 0 a 1 tenía una precisión de 10 bits.
El sistema podía comunicar datos de imagen externamente a través de un "Yapbus" de 80M por segundo o un multibus de 2M por segundo a otros hosts, fuentes de datos o discos y tenía un rendimiento equivalente a 200 VUPS, o 200 veces la velocidad de un VAX 11/780.

## Uso
Walt Disney Feature Animation, cuya compañía de padre The Walt Disney Company más tarde adquiriría Pixar en 2006, utilizó docenas de Pixar Image Computers para su Sistema de Producción de Animación de Ordenador (CAPS) y los utilizó en la producción de Pocahontas en 1995.